# Sarıkaya
Sarıkaya là một huyện thuộc tỉnh Yozgat, Thổ Nhĩ Kỳ. Huyện có diện tích 974 km² và dân số thời điểm năm 2007 là 46131 người, mật độ 47 người/km².